# Jean-Christophe Lagleize
Jean-Christophe André Robert Lagleize (ur. 7 listopada 1954 w Soisy-sous-Montmorency) – francuski duchowny katolicki, biskup Metz w latach 2013–2021.

## Życiorys
Święcenia kapłańskie otrzymał 28 czerwca 1981 i został inkardynowany do archidiecezji Bourges. Po święceniach został wikariuszem w Le Blanc i kapelanem bazy marynarki wojennej w Rosnay. W 1989 został przeniesiony do Châteauroux, gdzie pełnił funkcje kapelana w miejscowej bazie wojskowej oraz w liceum. Trzy lata później został dyrektorem wydziału katechetycznego diecezji, zaś w 1996 wybrano go zastępcą dyrektora krajowego Centrum Edukacji Religijnej.
11 grudnia 2001 papież Jan Paweł II mianował go ordynariuszem diecezji Valence. Sakry biskupiej udzielił mu 23 lutego 2002 arcybiskup Bourges – Hubert Barbier.
27 września 2013 papież Franciszek mianował go ordynariuszem diecezji Metz. 13 sierpnia 2021 papież Franciszek przyjął jego rezygnację z funkcji biskupa Metz.
11 lipca 2014 został odznaczony orderem Legii Honorowej V klasy.